# كفر الأبحر
قرية كفر الأبحر هي إحدى القرى التابعة لمركز نبروه في محافظة الدقهلية في جمهورية مصر العربية. حسب إحصاءات سنة 2006، بلغ إجمالي السكان في كفر الأبحر 8111 نسمة، منهم 4018 رجل و4093 امرأة.

## التاريخ
قرية كفر الأبحر من القرى القديمة، واسمها الأصلي وقت الفتح الإسلامي لمصر نايسي (بالإنجليزية: Naisi)‏، وقد وردت باسم نهيسه في أعمال السمنودية ضمن قرى الروك الصلاحي التي أحصاها ابن مماتي في كتاب قوانين الدواوين، كما وردت باسم نهيسه في أعمال الغربية ضمن قرى الروك الناصري التي أحصاها ابن الجيعان في كتاب «التحفة السنية بأسماء البلاد المصرية». وفي العصر العثماني كان اسمها في تربيع سنة 933هـ/1527م الذي أجراه الوالي العثماني سليمان باشا الخادم في عصر السلطان العثماني سليمان القانوني نهيسه أو كفر بساط ضمن قرى ولاية الغربية، وفي تاريخ 1228هـ/1813م الذي عدّ قرى مصر بعد المسح الذي قام به محمد علي باشا باسم كفور الجاموس ضمن قرى مديرية الغربية. ويُذكر أن قرية الاسم تغيّر إلى كفر الأبحر سنة 1261هـ/1845م.